# 安らぎの世界へ (曲)
「安らぎの世界へ」（"The Air That I Breathe"）は、イギリス・ジブラルタルのシンガーソングライターのアルバート・ハモンドとイングランドのソングライターのマイク・ヘイズルウッドが作曲した バラードである。この曲は元々はハモンドのデビュー・アルバム『カリフォルニアの青い空』（1972年）に収録されていた。1973年にフィル・エヴァリーによってカバーされた後、1974年初頭にホリーズのバージョンが発表され、全英シングルチャート2位のヒット曲となった。

## 収録
ホリーズ版「安らぎの世界へ」のオーディオ・エンジニアリングは、ロンドンのアビー・ロード・スタジオでアラン・パーソンズにより手がけられた。インタビューでパーソンズは、「安らぎの世界へ」の最初の音はこれまでに聴いたどの曲よりも魂がこもっているとエリック・クラプトンが語っていたと述べている。

## 発表
ホリーズの「安らぎの世界へ」は、1974年初頭に全英シングルチャートで2位、1974年代半ばにアメリカ合衆国『ビルボード』 Hot 100チャートで6位、アダルト・コンテンポラリー・チャートで3位となった。カナダでは『RPM』チャートで5位となった。このバージョンではホルン・セクションを含む弦楽オーケストラのアレンジが採用されていた。これは『レコード・ワールド』で、「強力な素材が素晴らしい解釈を得ている」と評された。

## 「クリープ」論争
イギリスのロックバンドのレディオヘッドは、1992年の曲「クリープ」で「安らぎの世界へ」のコード進行とメロディを再利用した。「安らぎの世界へ」の出版社であるロンドール・ミュージックが訴訟を起こした後、ハモンドとヘイズルウッドは共同作曲者としてのクレジットとロイヤルティーの一部を得た。ハモンドは、レディオヘッドが曲の再使用について誠実であたっため、2人はロイヤルティーのごく一部しか受け取らなかったと述べている。後にレディオヘッドは歌手のラナ・デル・レイが2017年の曲「ゲット・フリー」で「クリープ」を盗作したとして訴訟を起こした。この著作権紛争は和解に達し、「ゲット・フリー」の作曲クレジットは変更されなかった。

## パーソネル
リチャード・バスキンとエンジニアのアラン・パーソンズより。
ホリーズ
- アラン・クラーク - リード/ハーモニー/バッキング・ボーカル
- トニー・ヒックス（英語版） - ハーモニー/バッキング・ボーカル、エレクトリック・リードギター、アコースティック・リズムギター
- テリー・シルヴェスター（英語版） - ハーモニー/バッキング・ボーカル、アコースティック・リズムギター
- ボビー・エリオット（英語版） - ドラム
- バーニー・カルヴァート（英語版） - ベース

その他のミュージシャンとプロダクションスタッフ
- ホリーズ - プロデューサー
- ロン・リチャーズ（英語版） - プロデューサー
- アラン・パーソンズ - エンジニア
- クリス・ガニング（英語版） - オーケストラル・アレンジメント
- 不明 - 40人編成のオーケストラ（金管楽器と弦楽器を含む）

## チャート
| チャート (1974年)                        | 最高 順位 |
| ---------------------------------------- | --------- |
| オーストラリア (Kent Music Report)       | 2         |
| オーストリア (Ö3 Austria Top 40)         | 3         |
| カナダ トップシングルス (RPM)            | 5         |
| カナダ・アダルト・コンテンポラリー (RPM) | 5         |
| アイルランド (IRMA)                      | 6         |
| オランダ (Gfk Top 100 Singles)           | 1         |
| ニュージーランド (Listener)              | 1         |
| 南アフリカ (Springbok)                   | 1         |
| UK シングルス (OCC)                      | 2         |
| アメリカ Billboard Hot 100               | 6         |
| アメリカ Easy Listening (Billboard)      | 3         |
| アメリカ Cash Box Top 100                | 7         |
| 西ドイツ (Official German Charts)        | 4         |

| チャート (1988年)     | 最高 順位 |
| --------------------- | --------- |
| アイルランド (IRMA)   | 30        |
| イギリス (Music Week) | 60        |

| チャート (1974)                    | 順位 |
| ---------------------------------- | ---- |
| オーストラリア (Kent Music Report) | 26   |
| カナダ                             | 69   |
| オランダ                           | 15   |
| 南アフリカ                         | 9    |
| アメリカ Billboard Hot 100         | 50   |
| アメリカ Cash Box Top 100          | 66   |

## 認定
| 国/地域                    | 認定   | 認定/売上数 |
| -------------------------- | ------ | ----------- |
| イギリス (BPI)             | Silver | 250,000^    |
| アメリカ合衆国 (RIAA)      | Gold   | 1,000,000^  |
| ^ 認定のみに基づく出荷枚数 |        |             |

## シンプリー・レッド版
イギリスのソウル・ポップバンドのシンプリー・レッドがカバーした「安らぎの世界へ」が、彼らの6枚目のアルバム『ブルー』（1998年）より発表された。このシングルはスコットランドで5位、イギリスで6位、オーストリアで17位を記録した。ユーロチャート Hot 100では35位となった。このシングルの宣伝のためにミュージック・ビデオも製作された。

### 評価
『アリゾナ・デイリー・スター』のジーン・アームストロングは、シンプリー・レッド版を「セクシーなバージョン」と評した。『ボルチモア・サン』のJ・D・コンシディンは、「彼のマーヴィン・ゲイのような」アプローチが「素晴らしく大胆」であると評した。『ビルボード』のラリー・フリックはこの曲を、「インスパイアされた、グルーヴ感あふれる解釈」と評し、「ハックナルはこのトラックに自身の特徴的なソウルを注入し、喜びにあふれたヴァンプを奏でる一方、バンドはR&Bリスナーには十分ハードだが、 AC やトリプルAラジオのリスナーの好みに十分ソフトな、ジープ・スタイルのマイルドなビートを刻んでいる」と述べた。彼はさらに、「ポップファンはまもなく、ショーン・"パフィ"・コムズとスティーヴィ・Jによる数多くのリミックスを堪能し、トップ40のリスナーたちもすぐに注目するはずだ」と述べた。『デイリー・レコード』の批評では、「ホリーズのヒット曲をミック・ハックナルがミドル・オブ・ザ・ロード風に作り替えたこの曲を聴けば、新鮮な風を求めたくなるだろう。バンドはオリジナリティの注入を急務としている」と書かれた。

### トラックリスト
CDシングル、ヨーロッパ (1998)
1. "The Air That I Breathe" – 4:24
2. "The Air That I Breathe" (Reprise) – 4:35
3. "So Many People" (Live) – 5:44
4. "Never Never Love" (Live) – 4:34

CDシングルCD1、イギリス (1998)
1. "The Air That I Breathe" – 4:24
2. "Tu Sei Dentro Di Me (Someday In My Life)" – 4:02
3. "Lives And Loves" (Live) – 3:32

CDシングルCD2、ヨーロッパ・イギリス (1998)
1. "The Air That I Breathe" (Reprise) – 4:35
2. "The Air That I Breathe" – 4:24
3. "Love Has Said Goodbye Again" (Rae & Christian Mix) – 5:14

### チャート
| チャート (1998年)                        | 最高 順位 |
| ---------------------------------------- | --------- |
| オーストリア (Ö3 Austria Top 40)         | 17        |
| ベルギー (Ultratip Flanders)             | 15        |
| ヨーロッパ (Eurochart Hot 100)           | 35        |
| ドイツ (GfK Entertainment charts)        | 66        |
| オランダ (Single Top 100)                | 82        |
| スコットランド (Official Charts Company) | 5         |
| UK シングルス (OCC)                      | 6         |

### 年間チャート
| チャート (1998)    | 順位 |
| ------------------ | ---- |
| 全英シングル (OCC) | 142  |

### 発表史
| 地域・国       | 日付          | フォーマット                         | レーベル         | 参照          |
| -------------- | ------------- | ------------------------------------ | ---------------- | ------------- |
| アメリカ合衆国 | 1998年4月28日 | リズミック・コンテンポラリー・ラジオ | イーストウェスト | [ 43 ]        |
| アメリカ合衆国 | 1998年5月5日  | コンテンポラリー・ヒット・ラジオ     | イーストウェスト | [ 44 ]        |
| アメリカ合衆国 | 1998年5月11日 | アダルト・コンテンポラリー・ラジオ   | イーストウェスト | [ 45 ] [ 46 ] |
| イギリス       | 1998年8月10日 | CD カセット                          | イーストウェスト | [ 47 ]        |

## その他のカバー版
- フィル・エヴァリーのカバーが彼の1973年のアルバム『スター・スパングルド・スプリンガー』に収録された[48]。
- オリビア・ニュートン＝ジョンによるカバーが、彼女の1975年のアルバム『そよ風の誘惑（英語版）』と2022年に再販された『詩小説』のデラックス・エディションに収録された。
- レックス・アレン・ジュニア（英語版）が1983年にカバーし、1983年12月の『ビルボード』のホット・カントリー・シングル（英語版）・チャートで37位となった[49]。
- ザ・マーヴェリックス（英語版）によるカバーが彼らの2003年のアルバムに収録された[50]。
- 2023年の映画『ソウX』の予告編でリミックス版が使用された[51]。
- 2024年の映画『異端者の家』の予告編でリミックス版が使用された[52]。
- ベリンダ・カーライルによるカバーが2025年発表予定のアルバム『Once Upon a Time In California』からシングルカットされた[53]。